# Hermann Schmitz (Althistoriker)
Hermann Schmitz (* 25. März 1891 in Mönchengladbach; † vor 1976) war ein deutscher Althistoriker und Gymnasiallehrer.

## Leben und Werk
Hermann Schmitz besuchte das Gymnasium in Mönchengladbach. Ab dem Sommersemester 1910 studierte er Geschichte und Klassische Philologie an den Universitäten Freiburg, München und Straßburg, ab dem Sommersemester 1912 an der Universität Bonn. Hier wurde er im Dezember 1914 bei Ulrich Wilcken mit der Arbeit Die hellenistisch-römischen Stadtanlagen in Aegypten promoviert, von der 1921 nur der Teil zu Hermopolis Magna gedruckt wurde. Er legte im Dezember 1916 die Lehramtsprüfung für Geschichte, Griechisch und Latein ab. Sein Seminarjahr leistete er am Gymnasium in Essen ab. 
Aufgrund der Inflation zu Beginn der 1920er Jahre musste er seine Tätigkeit beenden und arbeitete als Bankangestellter. Zu diesem Zeitpunkt lebte er in Freiburg im Breisgau. Für einen Druckkostenzuschuss für seine bereits publizierte Abhandlung Ein Gesetz der Stadt Olbia zum Schutze ihres Silbergeldes. Studie zur griechischen Währungsgeschichte des IV. Jahrhunderts v. Chr. durch die Notgemeinschaft der deutschen Wissenschaft wandte er sich 1925 an Ulrich Wilcken. Dieser leitete dies an Eduard Meyer zur Antragstellung weiter.
Danach arbeitete er wieder als Gymnasiallehrer im Rheinland. Er war als Studienrat tätig in Koblenz, Brühl (ab 1926), Prüm (1931/32) und ab 1932 am Dreikönigsgymnasium in Köln.  In Köln war er in den dreißiger Jahren auch nebenamtlich als Museumspädagoge an der römisch-germanischen Abteilung des Wallraf-Richartz-Museums tätig. Er führte systematisch Unterricht im Museum für Schulklassen durch und schulte Referendare und Lehrer.
Wissenschaftlich beschäftigte er sich mit der Geschichte der Stadt Köln in römischer Zeit, dem römischen Rheinland sowie der Topografie des römischen Reiches. Für die  Realencyclopädie der classischen Altertumswissenschaft verfasste er zahlreiche Artikel. Zudem war er seit 1950 Mitglied der Gesellschaft für Rheinische Geschichtskunde. 1955/56 wurde ihm der Professorentitel verliehen. Im Ruhestand lebte er in Grenzach (Baden).

## Veröffentlichungen

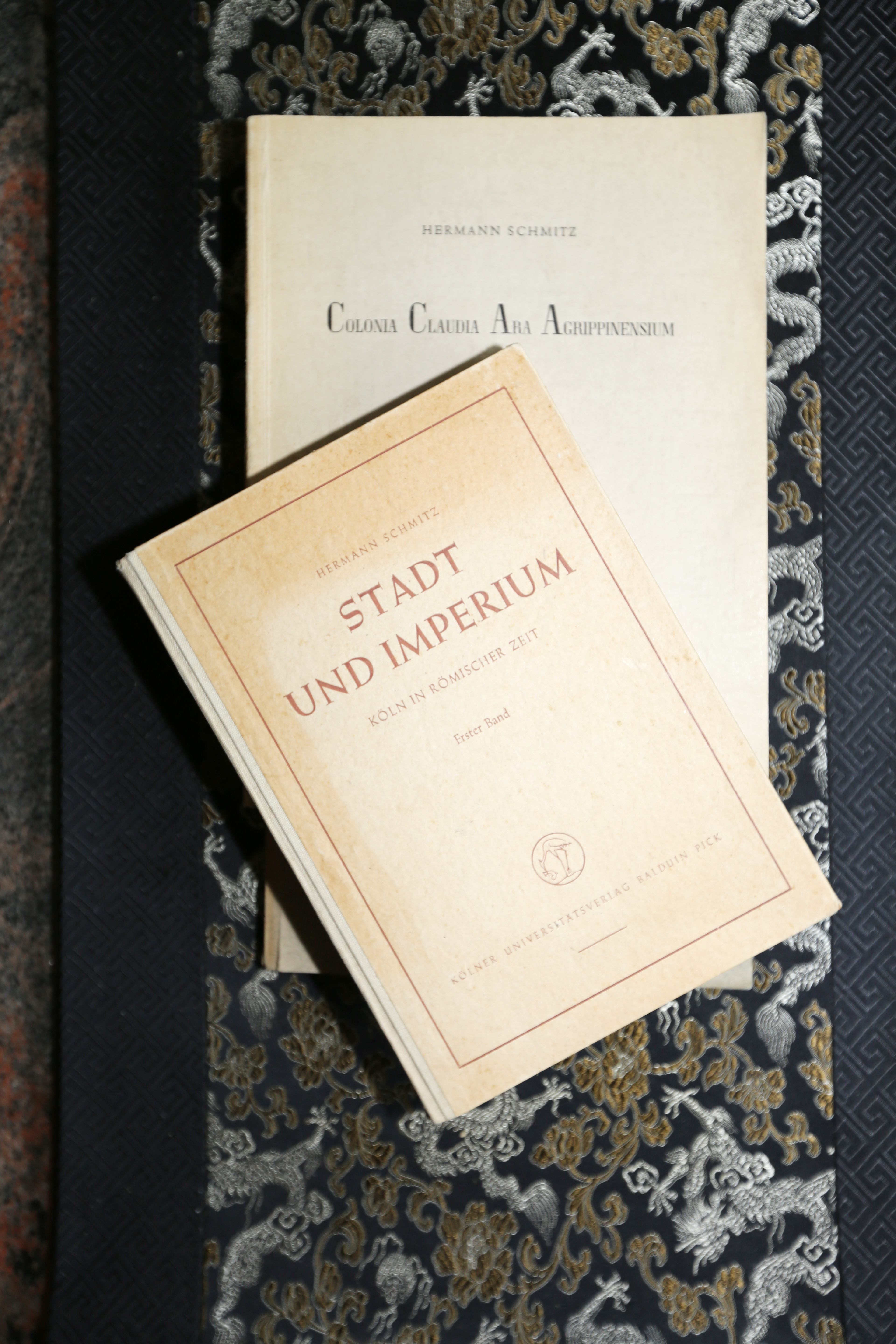
Schriften, Auswahl

- Die hellenistisch-römischen Stadtanlagen in Aegypten. Mors & Singler, Freiburg i. Br. 1921 (= Teildruck der Dissertation).
- Ein Gesetz der Stadt Olbia zum Schutze ihres Silbergeldes. Studie zur griechischen Währungsgeschichte des IV. Jahrhunderts v. Chr. J. Waibel Universitäts-Buchhandlung, Freiburg i. Br. 1925. – Besprechungen: Bernhard Laum, in: Jahrbücher für Nationalökonomie und Statistik 3. Folge 71 (= 126), 1927, S. 206–208; Kurt Regling, in: Deutsche Litteraturzeitung 46, 1925, Sp. 1471–1473.
- Die Bau-Urkunde in P. Vindob. gr. 12565 im Lichte der Ergebnisse der Deutschen Hermopolis-Expedition. In: Walter Otto, Leopold Wenger (Hrsg.): Papyri und Altertumswissenschaft. Vorträge des 3. Internationalen Papyrologentages in München vom 4. bis 7. September 1933 (= Münchener Beiträge zur Papyrusforschung und antiken Rechtsgeschichte Band 19). Beck, München 1934, S. 406–428.
- Zur wirtschaftlichen Bedeutung des römischen Gutshofes Köln-Müngersdorf. In: Bonner Jahrbücher 139, 1934, S. 80–93.
- Die Weihung eines Gardepräfekten an die Dea Vagdavercustis (CIL XIII 12057) . In: Germania 24, 1940, S. 255–266.
- Die Landnahme der Westgermanen im Gebiet von Nordfrankreich, Schelde, Maas und Niederrhein. In: Rheinische Blätter. Deutsche Kulturpolitische Zeitschrift im Westen 18, 1941.
- Stadt und Imperium. Köln in römischer Zeit. Erster Band: Die Anfänge der Stadt Köln und die Ubier . Kölner Universitätsverlag Balduin Pick, Köln 1948.
- Staatsrechtliche Untersuchungen zur Colonia Claudia Ara Agrippinensium. In: Jahrbuch des Kölnischen Geschichtsvereins 25, 1950, S. 13–37.
- Colonia Agrippinensium als Residenz der gallischen Sonderkaiser. In: Jahrbuch des Kölnischen Geschichtsvereins 28, 1953, S. 16–40.
- Colonia Claudia Ara Agrippinensium (= Veröffentlichungen des Kölnischen Geschichtsvereins Band 18). Verlag Der Löwe, Köln 1956.
- Zur Topographie von Hermopolis nach den griechischen Urkunden. In: Günther Roeder (Hrsg.): Hermopolis 1929–1939. Ausgrabungen der Deutschen Hermopolis-Expedition in Hermopolis, Ober-Ägypten. Gerstenberg, Hildesheim 1959, S. 100–105.
- Zum römischen Kataster von Orange. In: Im Schatten von St. Gereon. Erich Kuphal zum 1. Juli 1960. Köln 1960, S. 343–351.
- Die Zeit der Römerherrschaft am Rhein. In: Das erste Jahrtausend. Kultur und Kunst im werdenden Abendland an Rhein und Ruhr. Textband 1. Schwann, Düsseldorf 1962, S. 7–92.